# Усташи
Усташи́ (хорв. Ustaše — «восставшие, повстанцы»), также известные как Усташи — хорватское революционное движение (хорв. Ustaša — Hrvatski revolucionarni pokret) — до апреля 1941 года хорватская фашистская ультраправая, этнонационалистическая, клерикальная организация, основанная Анте Павеличем в 1929 году в Италии. С апреля 1941 года по май 1945 года стояла во главе Независимого государства Хорватия.
Опираясь на страны оси, в первую очередь на Германию и Италию, усташи во многом копировали их внутреннее устройство и идеологию. В их взглядах выделялись сербофобия и антисемитизм, а также ряд теорий, призванных оправдать территориальные претензии.
Усташами был организован геноцид сербов, евреев и цыган, были созданы многочисленные концлагеря. По разным оценкам, в ходе усташского геноцида погибло от 197 000 до 800 000 сербов, 30 000 евреев, 80 000 цыган.
После освобождения Югославии Красной армией и НОАЮ большинство лидеров усташского движения скрылись в странах Европы и Америки, где создали сеть радикальных организаций. Вопрос оценки деятельности усташей и НГХ вновь был поднят в годы распада Югославии.

## История

### Зарождение хорватского политического национализма

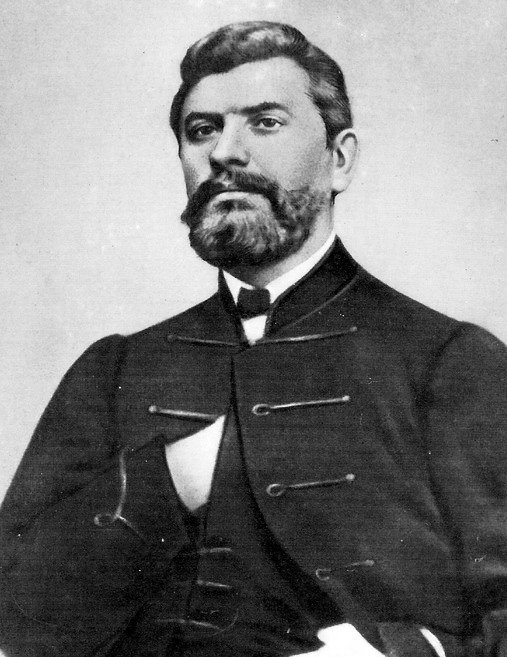
Анте Старчевич, один из главных идеологов хорватского национализма

Хорватский национализм как политическое движение появился в середине XIX века. Его виднейшими идеологами и выразителями были Анте Старчевич, Эвген Кватерник и Йосип Франк, ставшие ключевыми фигурами в основанной в 1861 году Старчевичем Партии права. В землях Австро-Венгрии, которые они считали хорватскими, проживало значительное количество сербов. В некоторых районах, таких как Босния и Герцеговина, Далмация, земли бывшей Военной границы, сербы составляли либо большинство, либо значительный процент населения. Ряд хорватских политиков (как то Народная партия) активно сотрудничал с сербскими партиями, выступая с позиции югославизма. В то же время партии националистического толка, в первую очередь Партия права, видели в сербах препятствие созданию национального хорватского государства. Старчевич отрицал существование сербской нации, утверждая, что сербы не народ, а название рабов и пленных, которые не могли построить государство. Поэтому Сербское королевство Неманичей Старчевич объявил хорватским. Несколько иной была позиция Кватерника. Он признавал существование сербской нации, но только вне пределов тех земель, которые он считал принадлежащими хорватскому народу.
Сербофобия стала важнейшим элементом идеологии хорватского национализма, когда ведущую роль в Партии права начал играть происходивший из еврейской семьи адвокат Йосип Франк, ставший ведущей фигурой после смерти Анте Старчевича в 1896 году и учредивший свою партию — Чистую партию права (хорв. Čista stranka prava). Он последовательно пытался представить хорватский народ как опору Австро-Венгрии на Балканах, а сербов — как её главных врагов. В 1900—1902 гг. сторонники Франка («франковцы») организовали несколько сербских погромов в Загребе, Карловаце и Славонском-Броде. Членом Чистой партии права и активистом студенческой организации франковцев был юный Анте Павелич.
В годы Первой мировой войны сербско-хорватские отношения обострились вновь. «Отряды самообороны», которые набирали из боснийских хорватов и мусульман, в Боснии и Герцеговине грабили и убивали сербов, заподозренных в нелояльности Австро-Венгрии.

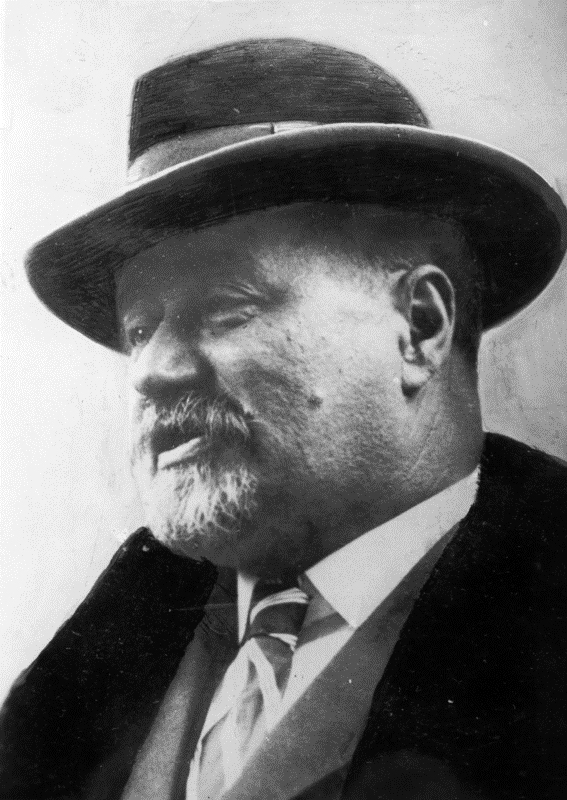
Степан Радич

После поражения Австро-Венгрии в Первой мировой войне и её распада практически все её южнославянские земли по собственному желанию вошли в состав Королевства Сербов, Хорватов и Словенцев. Однако это государство было централизованным и вскоре перестало отвечать настроениям хорватских масс, которые желали значительной автономии или независимости. Это осложнило сербско-хорватские отношения и вызвало ряд политических кризисов. Уже в 1918 году в хорватских населённых пунктах прошла волна демонстраций под лозунгом требования независимости Хорватии. Борьбу за достижение этой цели возглавила Хорватская республиканская крестьянская партия Степана Радича, которая в своей пропаганде использовала сочетание националистических и социально-эгалитарных элементов пропаганды. Она опиралась на хорватское крестьянство, составлявшее до 80 % населения, и пользовалась значительной популярностью. В 1921 году она выступила создателем «Хорватского блока», объединившего наиболее значимые хорватские политические силы. До 1925 года Радич не признавал факт создания Королевства СХС и принятую в 1921 году конституцию. Законы Королевства не выполнялись во многих хорватских районах, сохранялась унаследованная от Австро-Венгрии административная система. В 1925 году Радич пошёл на соглашение с правительством, изъял слово «республиканская» из названия своей партии; несколько представителей его партии стали министрами. Однако затем он вновь перешел в оппозицию Белграду. 20 июня 1928 года Радич был смертельно ранен в Скупщине сербским депутатом-националистом Пунишей Рачичем, а два других депутата от ХКП были убиты.
Убийство в Скупщине вызвало всплеск хорватского национализма и обострило отношения между сербами и хорватами. 4 августа того же года хорват Йосип Шунич в качестве мести за смерть Радича убил сербского журналиста Владимира Ристовича. Крестьянская демократическая коалиция (серб. Сељачко-демократска коалиција), образованная в ноябре 1927 года через соглашение между ХКП Степана Радича и Независимой демократической партией (объединяла в основном сербов в бывших владениях Австро-Венгрии) Светозара Прибичевича, вышла из парламента, потребовала отставки правительства и новых выборов, а также заявила о своей приверженности борьбе за государственное переустройство на началах полного равенства всех национальных единиц. И хотя правительство было сменено и во главе него стал католик Антон Корошец, политическая ситуация в стране оставалась критической. В таких условиях король Александр I 6 января 1929 года распустил парламент, отменил конституцию 1921 года, запретил все политические партии, а на пост председателя совета министров 7 января поставил командира дворцовой стражи генерала Живковича. Впоследствии, в 1929—1934 гг., в рамках официально провозглашенной идеологии интегрального югославизма, был проведен ряд реформ, которые должны были способствовать сплочению народов Королевства в единую нацию. Была проведена унификация законодательства и судопроизводства. Территория страны была разделена на девять бановин, не совпадавших с границами исторически сложившихся областей. Название страны было изменено, она стала именоваться Королевство Югославия.

### Создание и развитие усташской организации
В 1919 году, на основе Чистой партии права, была учреждена новая партия под названием «Хорватская партия права» (ХПП). Её секретарем был избран адвокат Анте Павелич, вскоре ставший председателем партии. Также была принята новая программа, определявшая целью партии «сохранение национальной самобытности и государственной самостоятельности хорватского народа». Однако в 1920-е гг. ХПП не пользовалась популярностью. Её электоратом выступали только националистически настроенные представители хорватской интеллигенции и бывшие офицеры австро-венгерской армии, недовольные политикой Белграда.

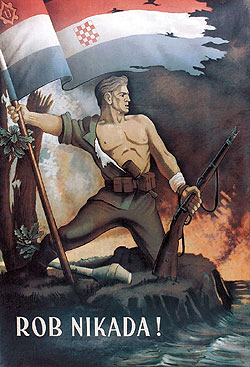
Усташский пропагандистский плакат

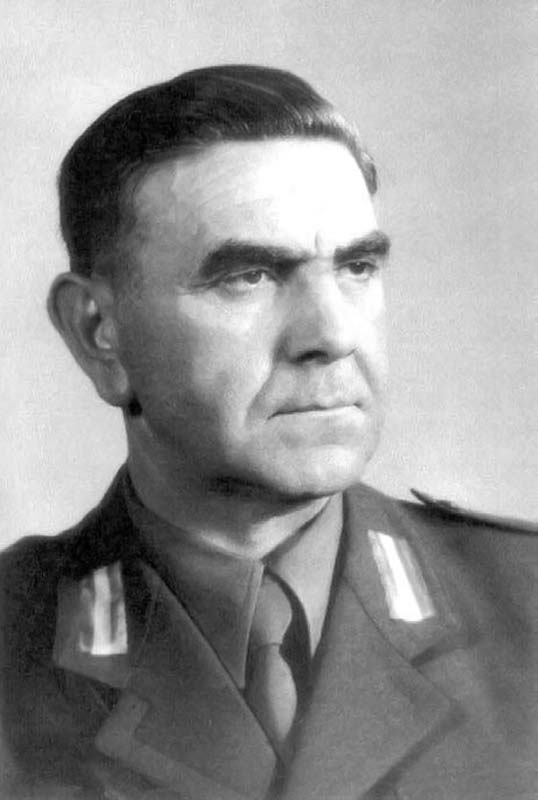
Лидер усташей Анте Павелич

Непосредственно перед выборами 1927 года ХПП Павелича и Хорватская федералистская крестьянская партия Анте Трумбича объединились в Хорватский блок. Его основным лозунгом был лозунг Старчевича «Бог и хорваты». Блок не сумел набрать политического влияния: в Скупщину от него прошли только сами Трумбич и Павелич. После убийства Радича летом 1928 года, Павелич попытался использовать в своих целях активизировавшийся хорватский шовинизм. В декабре 1928 года он создал террористическую организацию «Хорватский домобран». В январе 1929 года, после установления в стране абсолютистского режима и запрета партий, Павелич бежал из страны. В апреле того же года он вместе с соратником Густавом Перчецем посетил Софию, где установил связи с македонскими националистами. В Болгарии они сделали заявление о борьбе против Карагеоргиевичей всеми возможными способами, после чего югославский суд 17 июля заочно приговорил Павелича и Перчеца к смертной казни.
В эмиграции Павелич довольно быстро наладил связи с ранее бежавшими из страны членами ХПП и франковцами. В первой половине 1932 года был создан Главный усташский штаб и начала издаваться газета «Усташа». При этом Павелич и его сторонники пытались изобразить себя не как небольшую террористическую организацию, а как массовое движение хорватского народа. Затем они начали поиски государства, которое бы их приютило на постоянной основе. Сделать это отказались Австрия и Болгария, однако в 1932 году усташские функционеры Лоркович, Будак и Елич смогли создать центр организации на территории Германии. В нём велась вербовка новых усташей, также были предприняты безуспешные попытки наладить связи с немецкой разведкой.
Гораздо большую поддержку усташи нашли в Италии и Венгрии — странах, заявлявших о территориальных претензиях к Югославии. Муссолини надеялся использовать усташей как средство давления на Белград и как возможного союзника в случае войны с Югославией. С его разрешения в 1931—1932 гг. в Италии была создана сеть лагерей, где усташи проходили военно-политическую подготовку. В Венгрии в 1932—1934 гг. под руководством Густава Перчеца функционировал лагерь Янка-Пуста, где готовились диверсии против Югославии. В основном ряды усташей пополняли находившиеся на заработках за границей хорваты родом из Герцеговины, Юго-Западной Боснии и Далматинского загорья. Их принимали вербовочные пункты в Бельгии, Уругвае, Аргентине, Бразилии, Боливии и США.

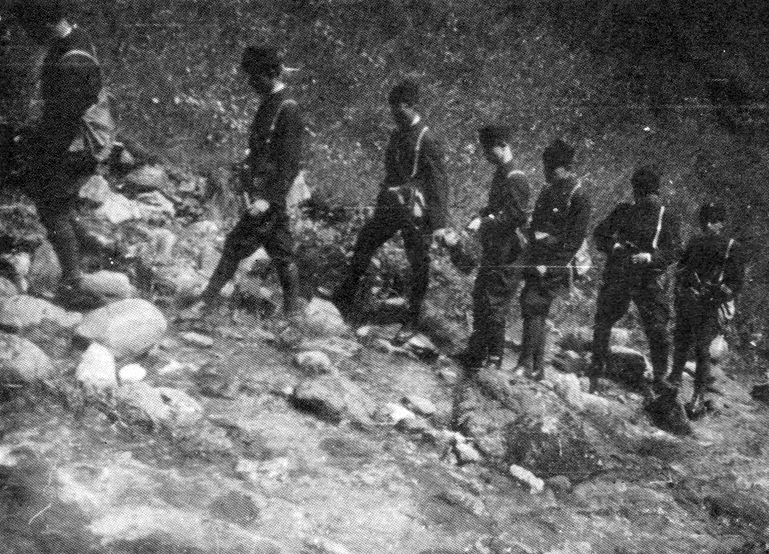
Подготовка усташей в лагере Янка-Пуста в Венгрии

Уже в первые месяцы эмиграции Павелич определил два направления деятельности усташской организации — легальное и нелегальное. В качестве легального направления рассматривалась интернационализация хорватского вопроса в Югославии, пропаганда, призывы в Лигу наций от различных хорватских эмигрантских организаций и т. д. К нелегальному направлению Павелич относил терроризм, который со временем стал основной деятельностью усташей. С его помощью они надеялись дестабилизировать ситуацию в Югославии и вызвать народное восстание. В июне 1932 года «Усташа» писала:
Усташский долг — воздать за все сполна. Но не равной мерой. Усташи, запомните: за зуб — голову, за голову — десять голов. Так велит усташское Евангелие

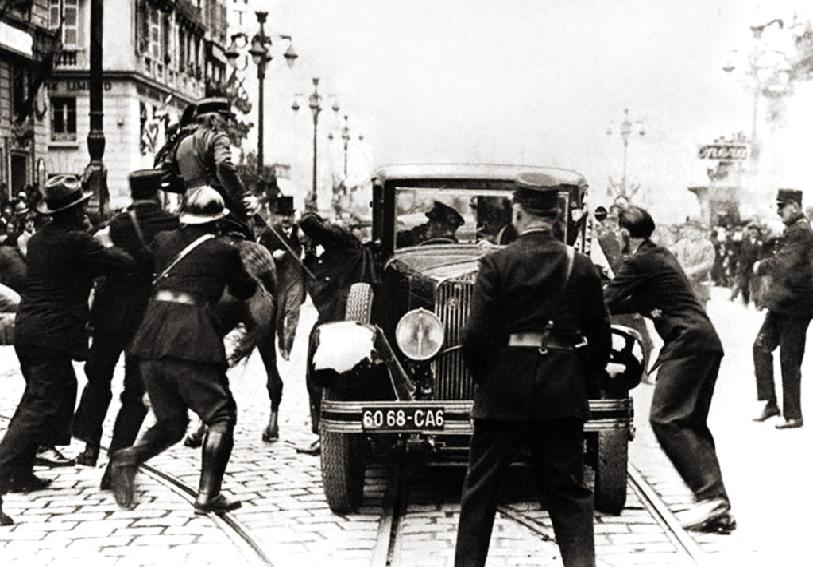
Убийство короля Александра

Павелич принципиально отвергал политический диалог с Белградом. Террор усташей продолжался с 1929 по 1934 годы. Как правило, боевики забрасывались на территорию Югославии из Италии или Венгрии. Они устраивали взрывы в армейских казармах, на железных дорогах, нападали на государственных служащих и жандармов. 14 сентября 1932 года они попытались поднять восстание, атаковав пост жандармерии под Госпичем, однако атака была отбита. Крупнейшим известным усташским терактом стало убийство короля Александра в Марселе 9 октября 1934 года, осуществлённое совместно с ВМРО.
В распространении хорватского национализма и подготовке усташей большую роль сыграло католическое духовенство. Несколько католических монастырей стали своего рода базами подготовки усташей и местом их собраний. Особенно выделялись францисканские и иезуитские гимназии, а также теологический факультет Загребского университета. Усташей также поддерживала такая католическая организация, как «Великое братство крестоносцев», которая в конце 1930-х годов объединяла 540 местных организаций, насчитывавших до 30 000 членов.

### Перед вторжением стран Оси в Югославию

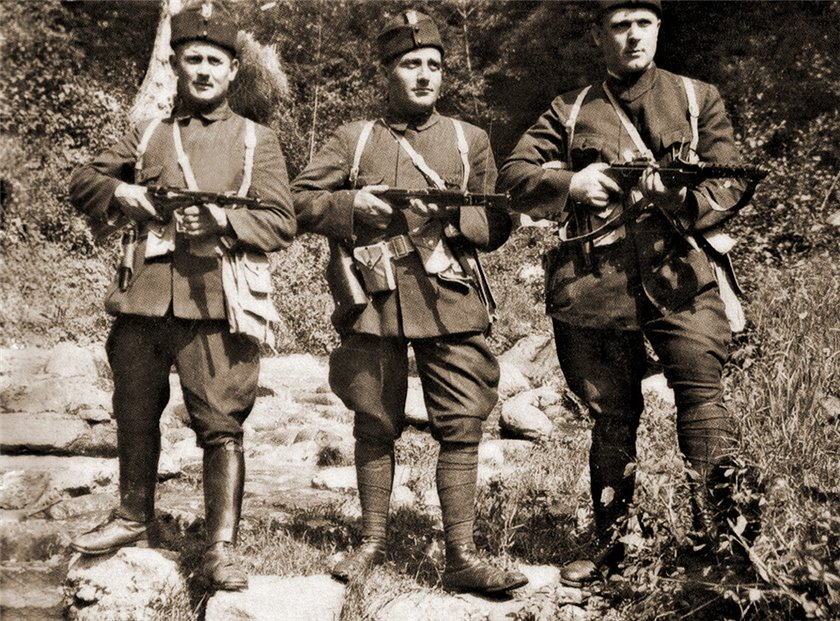
Мийо Бабич, Владо Черноземский и Звонимир Поспишил в усташском военном лагере Янка-Пуста к югу от Надьканижа, Венгрия, 1934 год

После убийства короля Александра усташи отказались от идеи привлечь на свою сторону международную общественность и сделали ставку на помощь со стороны Германии и Италии. В октябре 1936 года Павелич направил в МИД Германии меморандум под названием «Хорватский вопрос», в котором пытался доказать, что разрушение Югославии и создание прогерманской Хорватии будет в интересах Берлина. Однако тогда ему не удалось заинтересовать Гитлера идеей независимой Хорватии. Фактически единственной страной, оказывающей поддержку усташам во второй половине 1930-х гг., была Италия.
В конце 1930-х гг. сторонники усташей в Королевстве Югославия группировались вокруг двух легальных организаций — ссудно-сберегательного общества «Узданица» и культурно-просветительского общества «Матица Хрватска», где ведущую роль играли националистически настроенные хорватские интеллектуалы. «Узданица» занималось координацией деятельности нелегальных усташских ячеек. «Матица Хрватска» объединяла идеологов хорватского национализма, с ней сотрудничали Юлие Маканец, Миле Старчевич, Младен Лоркович и Миле Будак, которые позднее стали министрами в правительстве Павелича.
В начале марта 1941 года Павелич был вызван из Флоренции (там он жил в последние несколько лет) в Рим. Высокопоставленный работник итальянского министерства иностранных дел, референт по хорватским делам барон Феррарис от имени итальянского правительства довёл до сведения Павелича, что Югославия будет присоединена к Тройственному пакту, и потребовал в ультимативной форме, чтобы усташская организация не создавала трудностей итальянской дипломатии и прекратила всякую деятельность. 25 марта 1941 года соглашение о присоединении Тройственному пакту было подписано премьер-министром Югославии. Это было расценено рядом политиков Югославии как предательство национальных интересов. В результате, при поддержке британской и советской разведок, 27 марта в Белграде произошёл военный переворот: правительство Цветковича и регент Павел были свергнуты. В тот же день, несмотря на то, что новое правительство Югославии не дезавуировало венский протокол, Гитлер, до того не имевший намерения воевать с Югославией, принял решение о вторжении в Югославию, которое началось 6 апреля 1941 года: вечером 27 марта была составлена директива германскому ОКВ № 25 о подготовке к вторжению в Югославию. Директива Гитлера предписывала рассматривать Югославию как неприятельское государство, а также говорила о том, что должны стимулироваться внутренние трения в Югославии «посредством предоставления политических заверений хорватам».

### Независимое государство Хорватия

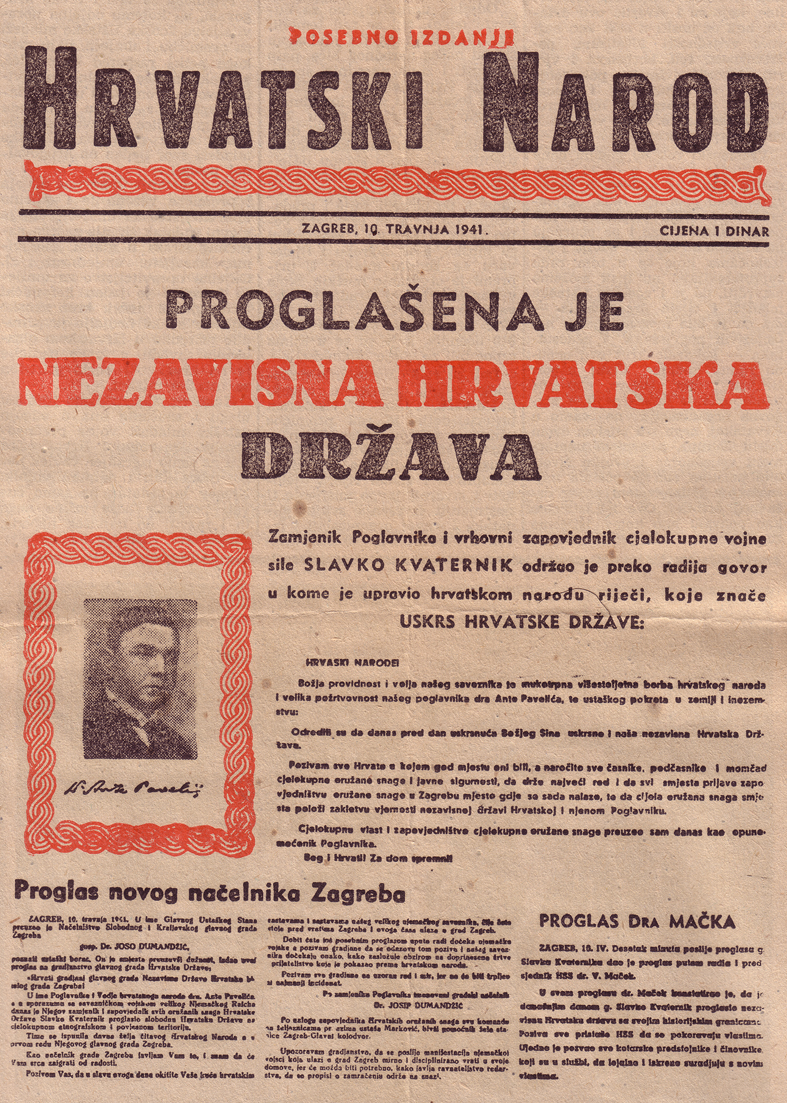
Сообщение о провозглашении НГХ в прессе

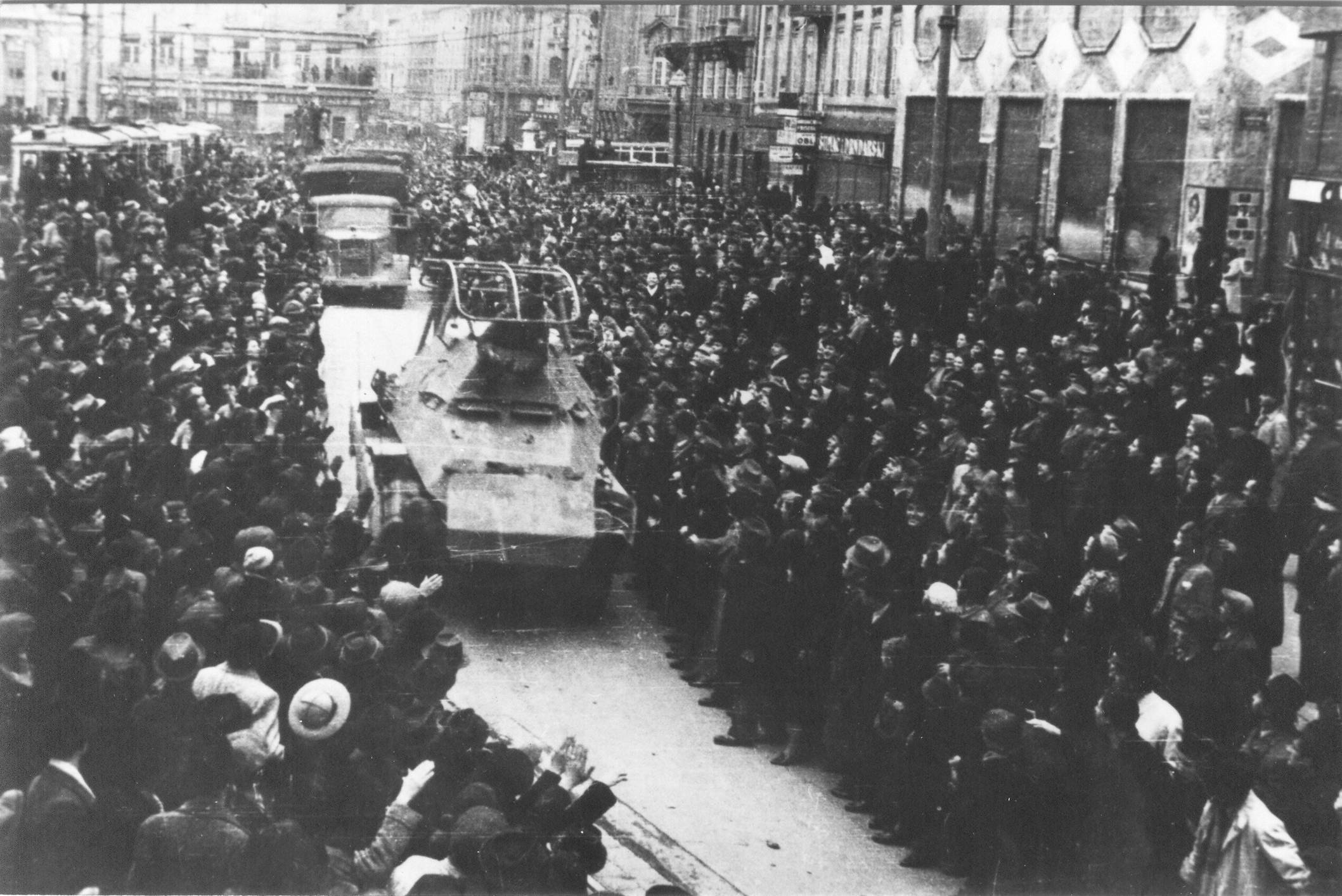
Встреча немецких войск в Загребе 10 апреля 1941 года

29 марта 1941 года состоялась первая встреча Муссолини и Анте Павелича, которого лидер Италии принял в своей личной резиденции — вилле Торлония. Согласно воспоминаниям исполняющего обязанности министра иностранных дел Филиппо Альфусо, также присутствовавшего при встрече, Муссолини прежде всего беспокоили гарантии в отношении прав Италии на Далмацию, о чём Павелич подтвердил свои прежние заверения; Муссолини также согласился освободить всех соратников Павелича, находящихся в заключении на Липарских островах и где-либо ещё; кроме того, Муссолини предоставил в распоряжение Павелича радиостанцию во Флоренции для вещания в вечерние часы. В Италии все собравшиеся усташи во главе с Павеличем в 6 часов вечера 10 апреля услышали по радио провозглашении Независимого Государства Хорватии (хорв. Nezavisna Država Hrvatska), зачитанное в Загребе Славко Кватерником, который заявил о себе как о заместителе поглавника. Это произошло в день ввода передовых частей немецких войск в Загреб. Ожидая прибытия Павелича, Кватерник из своих приближённых сформировал временное правительство — Хорватское государственное руководство, поставив во главе него Миле Будака. Власть на местах либо занимали сторонники усташей, либо о лояльности НГХ заявляли чиновники прежней бановины Хорватия. Окончательное решение по вопросу о том, кто должен возглавить прогерманское правительство Хорватии, было принято в Берлине. Уже с конца марта 1941 года в Загребе находились официальные представители германского правительства и разведки, к которым 3 апреля присоединился штандартенфюрер СС Эдмунд Веезенмайер, представлявший ведомство Риббентропа (нем. Die Dienststelle Ribbentrop). Веезенмайер явился ключевой фигурой, подготовившей провозглашение НГХ. Первоначально, германское руководство склонялось к тому, чтобы во главе Хорватии был Владко Мачек, который после смерти Радича возглавил Хорватскую крестьянскую партию, имел поддержку большинства хорватского населения и в начале апреля уже занимал пост первого заместителя председателя югославского правительства генерала Симовича; кроме того, в отличие от Павелича, Мачек не был агентом Италии. Лишь только после отказа Мачека, немцы поддержали кандидатуру Италии — Павелича. После провозглашения НГХ, зачитанного Кватерником 10 апреля, по радио было зачитано обращение Мачека, в котором он призывал всех последователей своей партии, а также представителей власти на местах, «оставаться на своих постах и лояльно сотрудничать с новым правительством».
Вечером 12 апреля 1941 года Риббентроп сообщил Эдмунду Веезенмайеру, что по политическим соображениям Гитлер намерен в хорватском вопросе дать преимущество Италии, и марионеточное правительство должен возглавить не лидер загребских усташей Славко Кватерник, который по требованию Веезенмайера огласил прокламацию Независимого Государства Хорватии, а провозглашённый поглавником (вождём) полковник Анте Павелич. Павелич прибыл в Загреб рано утром 15 апреля. В тот же день, Гитлер и Муссолини признали хорватское государство и заявили что готовы совместно с ним определить его границы.
18 мая 1941 года формально главой НГХ был провозглашён итальянский принц из савойской династии Аймоне — как король Томислав II.
6 июня 1941 года германское правительство определило окончательные границы НГХ: во время встречи Павелича с Гитлером последний дал согласие на включение в состав НГХ, помимо большей части территории современной Хорватии (без Истрии), также Боснии, Герцеговины и Санджака. Боснию и Герцеговину усташи объявили «исконной хорватской землёй». Крупная часть Далмации с приблизительно 400 тысячами населения была, однако, отдана Италии. После падения фашистской Италии 3 сентября 1943 года эти земли Павелич вновь включил в состав Хорватии.

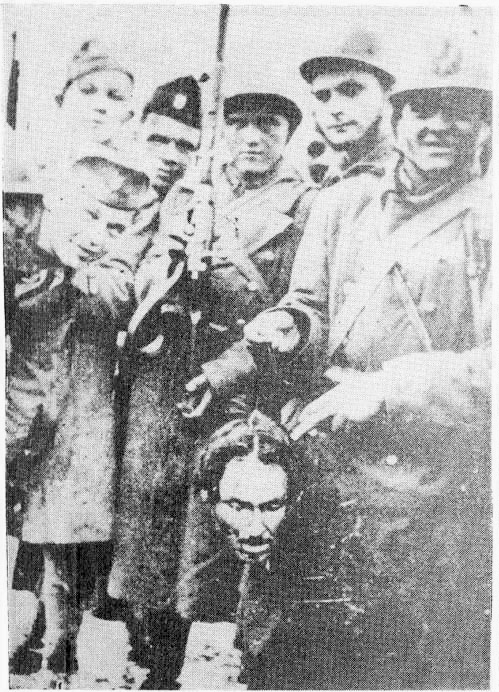
Хорватские солдаты с головой православного священника

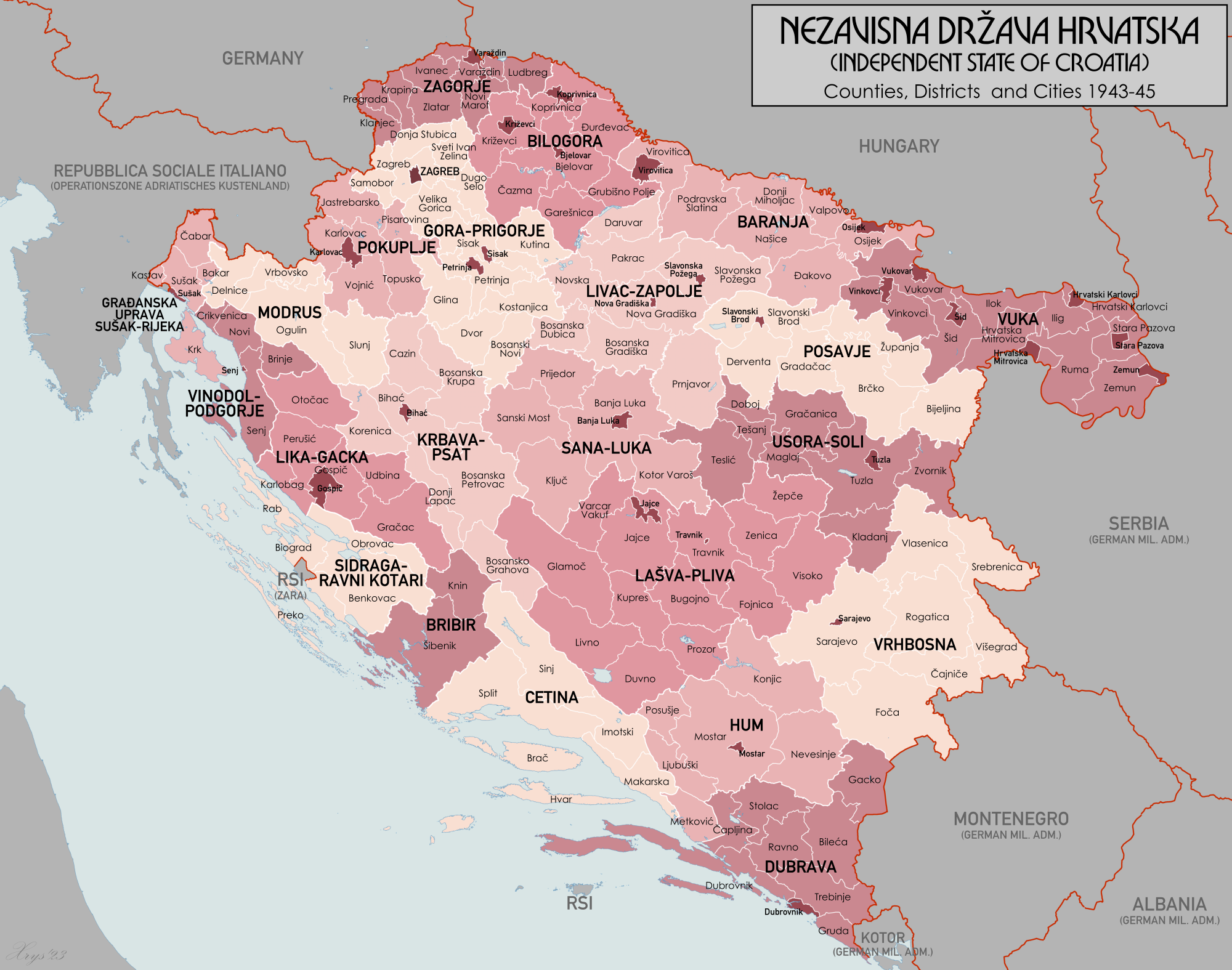
НГХ в 1943 году

НГХ было частью оккупационной системы, установленной в Югославии. Однако оно обладало реальными атрибутами государства и некоторой самостоятельностью в проведении внутренней политики. По мнению российского историка Леонида Гибианского, НГХ «представало, особенно первоначально, в глазах значительной части хорватского общества олицетворением полученной, наконец, национальной государственности. Это вело к поддержке НГХ или хотя бы к лояльности „своему государству“, а то и просто к невольному примирению с его существованием со стороны довольно широких слоев хорватского, а в определённой мере и мусульманского населения, нередко включая также тех, кто не одобрял либо, по крайней мере, далеко не во всем разделял характер установившегося усташского режима, конкретные реалии его политики и идеологии». В то же время, по мнению российского историка Фрейдзона, «большинство народа не было довольно тем, что Независимое государство Хорватия возникло в тесной связи с итальянским и германским фашизмом». Власть усташей представляла собой радикально-националистический режим с сильными тоталитарными чертами. Усташи и их идеология в новом государстве заняли абсолютно монопольное положение. Все политические партии и общественные движения были запрещены. В качестве замены была создана система официальных общественных организаций, в том числе молодёжных, женских и т. д., которые либо были частью усташского движения, либо полностью им контролировались. Только члены движения могли занимать важные государственные должности.
В звании поглавника Павелич сосредоточил всю власть в своих руках и способствовал созданию вокруг себя культа личности. Движение усташей переросло в единственную партию страны. Параллельно основанной на призывном принципе армии («домобранство») по примеру немецких СС были созданы специальные военные отряды усташей (хорв. Ustaška vojnica). Павелич сам принимал все законы, назначал членов высшего руководства и функционеров усташского движения. В НГХ не существовало каких-либо выборных органов ни на государственном, ни на локальном уровнях.
Геноцид сербов, евреев и цыган вызвал сопротивление режиму усташей. В апреле 1941 года, после первых рейдов усташей по населённым сербами сёлам, сопровождавшихся массовыми казнями, восстание начали силы четников, общее руководство которыми осуществлял Дража Михаилович. Четники в большинстве своем состояли из сербов и были лояльны правительству в эмиграции. Летом того же года к борьбе с оккупантами и лояльными им режимами присоединились партизаны-коммунисты под руководством Йосипа Броз Тито. До конца осени 1941 года четники и партизаны действовали сообща, однако возникшие между ними разногласия привели к конфронтации, переросшей в боевые действия. Воспользовавшись этим, чиновники НГХ в ряде мест, начиная с весны 1942 года, смогли добиться перемирия с местными отрядами четников. Некоторые из этих отрядов впоследствии вместе с усташами и домобранами воевали против партизан. Часть четников отказалась пойти на перемирие и продолжила борьбу с оккупантами. Дража Михаилович сдержанно относился к перемирию с НГХ, однако решительно против он выступал только когда речь шла о письменных договорах. Ряд историков оспаривают сотрудничество усташей и четников в борьбе с партизанами НОАЮ.

Флаг НГХ

В феврале 1942 года усташами был создан «Хорватский государственный сабор», выполнявший декоративные функции. Он не имел законодательных полномочий и вскоре превратился в орган усташской пропаганды. По мнению историка Сергея Белякова, члены сабора транслировали взгляды усташской верхушки на важнейшие политические вопросы НГХ. После третьей сессии Сабора в декабре 1942 года он больше не созывался.

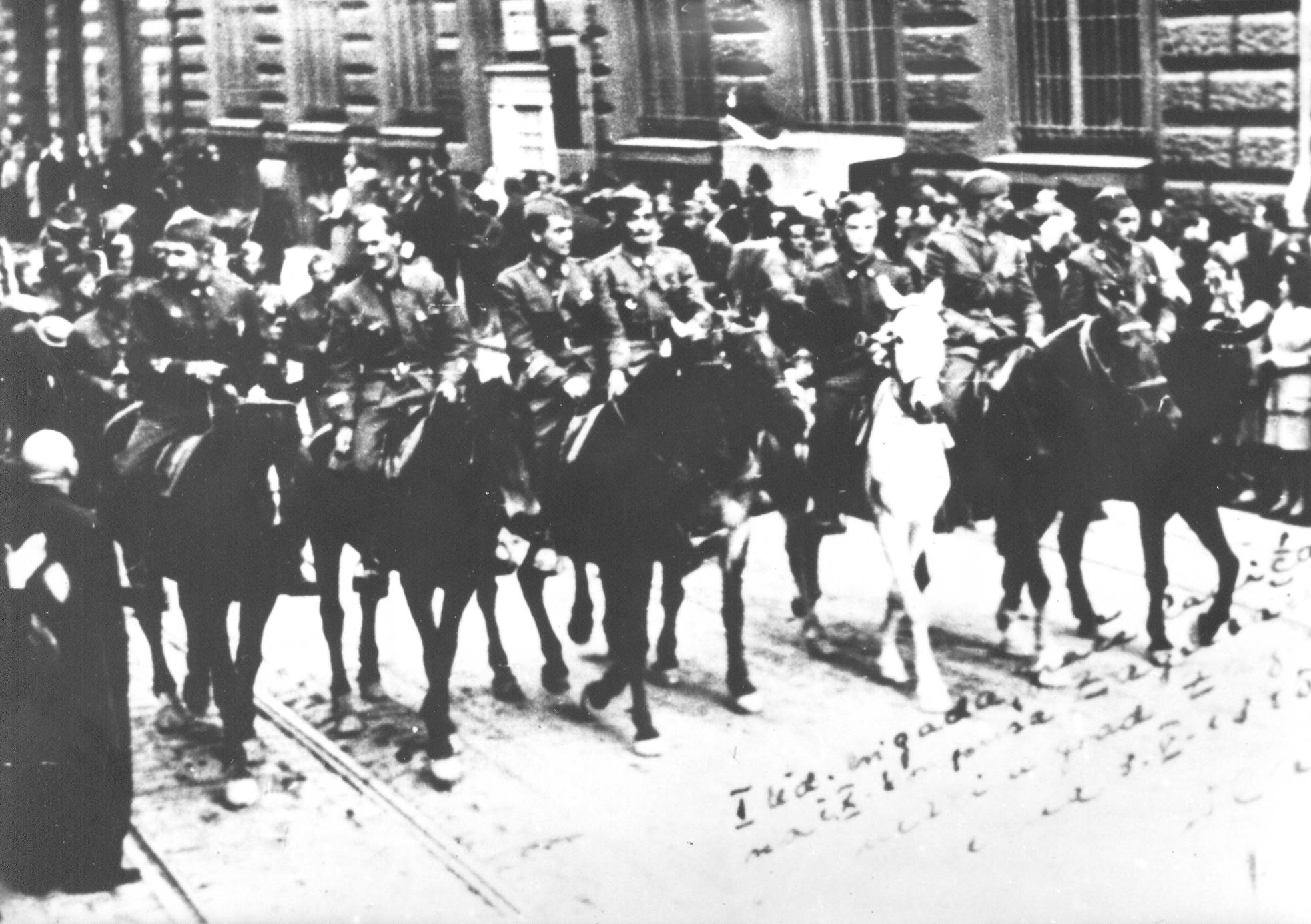
Части НОАЮ входят в освобождённый Загреб. 9 мая 1945.

Пытаясь сохранить поддержку широких слоев хорватского населения НГХ, усташи постепенно передали ряд министерских должностей в правительстве бывшим членам ХКП. В 1943 году Павелич пост премьер-министра уступил Николе Мандичу. Однако эти действия были формальностью, так как вся реальная власть по-прежнему принадлежала движению усташей и поглавнику Павеличу. В этот период находившиеся в НГХ немецкие военные крайне отрицательно характеризовали режим усташей, указывая на его слабость и то, что он продолжает существовать только благодаря поддержке Третьего рейха. В 1944 году министр внутренних дел Младен Лоркович и военный министр Анте Вокич начали готовить переворот с целью свержения Павелича и присоединения НГХ к антигитлеровской коалиции. Однако их заговор был раскрыт, а сами они спустя некоторое время были расстреляны.
Начиная с октября 1944 года и вплоть до конца войны Павелич и его окружение неоднократно пыталось установить контакт с правительствами США и Великобритании. Павелич просил союзников признать независимость Хорватии и защитить её от партизан и Красной Армии. Пытаясь добиться ответа от Вашингтона и Лондона, он 3 мая 1945 года отменил все расовые законы в НГХ, но все его обращения к союзникам остались без ответа. 5 мая усташская верхушка бежала из Загреба. Спустя несколько дней город был освобожден югославскими партизанами и НГХ прекратило свое существование.

#### Внешняя политика правительства Анте Павелича

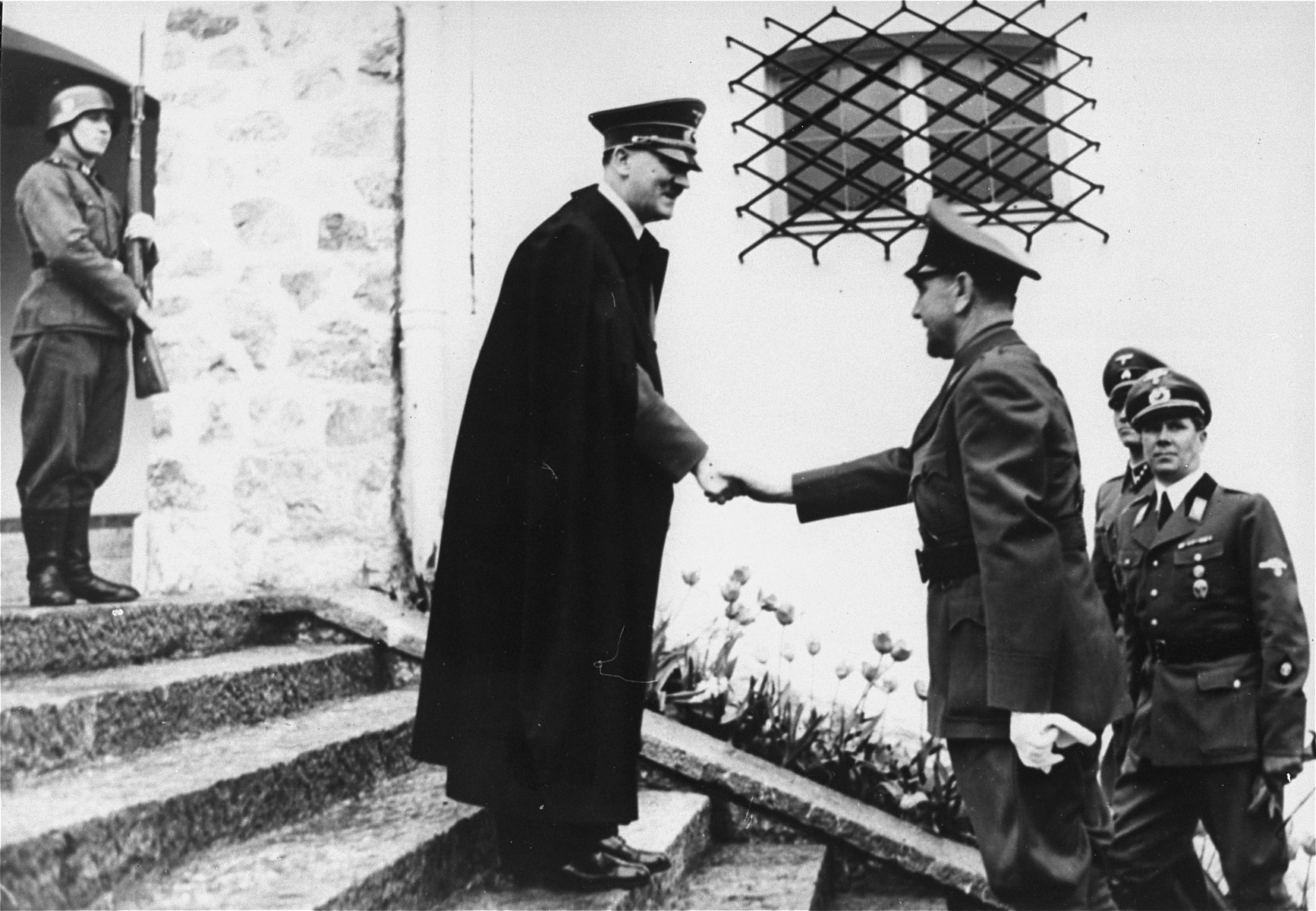
Гитлер и Павелич в Берхтесгадене, июль 1941 года

Внешняя политика усташского режима была прочно привязана к «Оси». 15 июня 1941 года НГХ присоединилось к Тройственному пакту, а 25 ноября — к Антикоминтерновскому пакту. Другие государства-участники этих пактов официально признали НГХ и установили с ним дипломатические отношения. Павелич и его соратники целиком придерживались курса, который вели Германия и Италия. Когда они объявили войну США, после этого 14 декабря аналогичный шаг сделало и НГХ, затем объявившее войну и Великобритании.
Несмотря на то, что усташская Хорватия не объявила войны СССР, официальная пропаганда всячески высказывала радикальную враждебность по отношению к нему. По инициативе Павелича и с личного одобрения Гитлера на советско-германский фронт в начале осени 1941 года были отправлены несколько армейских подразделений, укомплектованных добровольцами и известных как «легионеры». Хорватские и мусульманские добровольцы в формированиях вермахта и СС представляли собой значительную военную силу. В них служило более 113 000 солдат и офицеров. По оценкам О. В. Романько, хорваты показали себя лучше, нежели другие национальные формирования Третьего рейха. Всего в боях погибло более 14 000 хорватов и боснийских мусульман, служивших в вермахте и войсках СС.
В годы эмиграции Павелич был тесно связан с режимом Муссолини и первое время своего правления в основном ориентировался на Рим. Однако после объявления Италией претензий на части НГХ, в частности в Далмации, он начал лавировать между Римом и Берлином. Подобные действия имели место вплоть до капитуляции Италии в 1943 году, когда у НГХ остался единственный покровитель в лице Германии.
С весны 1942 г. режим Анте Павелича поддерживал дипломатические отношения с коллаборационистским сербским правительством генерала Милана Недича, и их вооруженные формирования даже проводили совместные операции против югославских партизан.
Практически одновременно с усташами возникла Организация украинских националистов, которая имела свое представительство и в Югославии, поскольку и там оказалось в вынужденной эмиграции много украинцев, участвовавших в революционной деятельности 20-х годов. В 1930-х годах усташи и ОУН очень тесно и плодотворно сотрудничали. А один из лидеров украинских националистов Андрей Мельник дружил с Павеличем. В дальнейшем, мельниковцы пытались идти по пути, проложенному усташами.

#### Геноцид

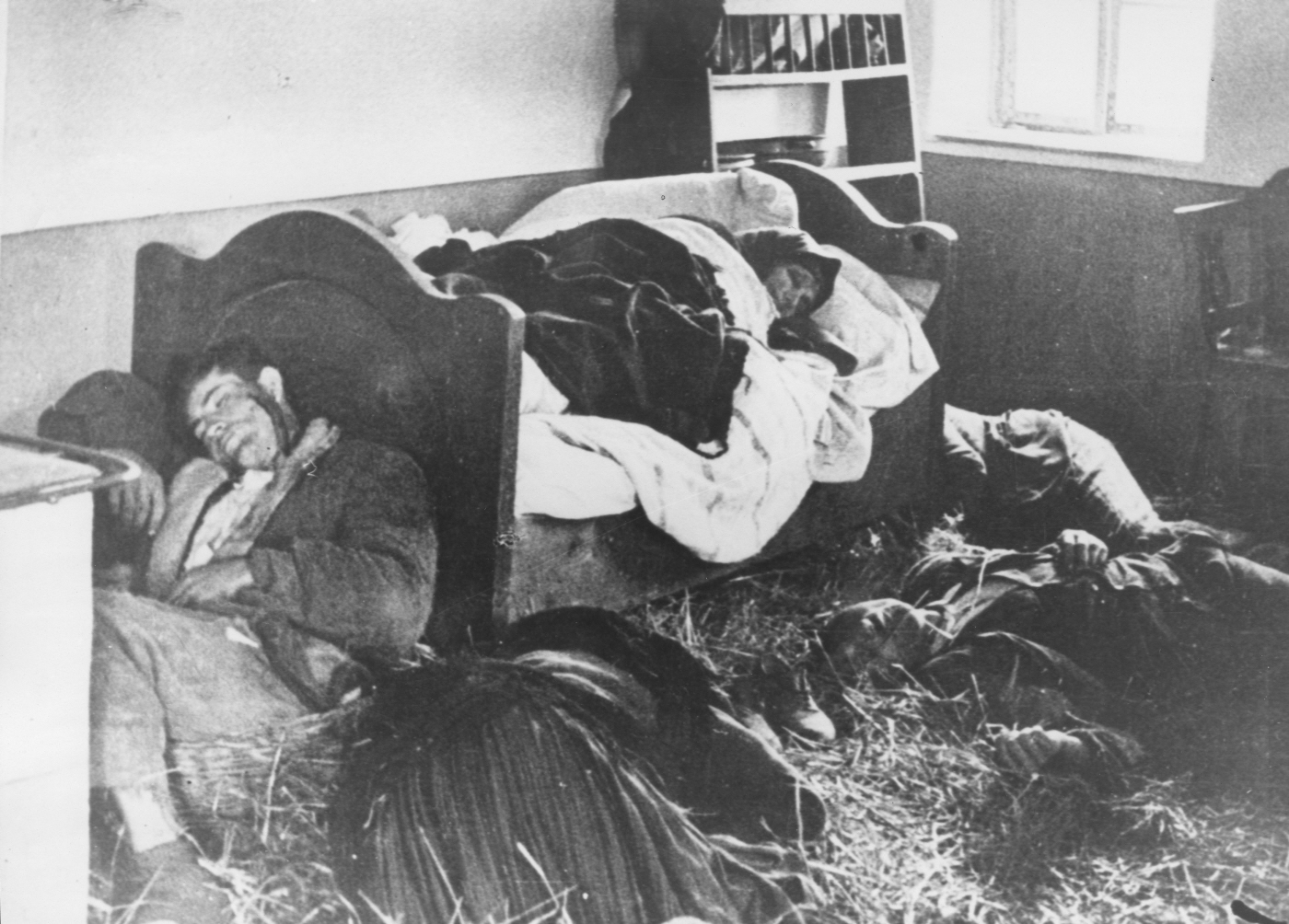
Убитая усташами сербская семья

Национально-политические цели усташей преследовали не только установление государственной самостоятельности Хорватии, но и придание новому государству этнически хорватского характера. Главным препятствием к достижению этой цели были сербы, составлявшие треть населения НГХ. В результате, с первых дней существования НГХ усташи начали активные антисербские действия. Прелюдией была мощная пропагандистская кампания, изображавшая сербов как врагов хорватского народа, которым не место в НГХ. Кульминацией стали массовые убийства сербов и их интернирование в многочисленные концлагеря.
Следуя примеру нацистской Германии, режим усташей издал расовые законы по образу и подобию Нюрнбергских законов, направленные против сербов, евреев и цыган. 17 апреля 1941 года был утвержден закон о защите народа и государства, вводивший смертную казнь за угрозу интересам хорватского народа или существованию Независимого государства Хорватия. 18 апреля были приняты постановления о назначении государственных комиссаров на частные предприятия, принадлежавшие сербским или еврейским предпринимателям, и конфискацию всех их автотранспортных средств, 25 апреля был принят закон о запрещении кириллицы, 30 апреля — о защите «арийской крови и чести хорватского народа» и о расовой принадлежности и т. д. Сербам предписывалось носить повязки с буквой «П», что означало «Православный».
5 мая 1941 года усташское правительство опубликовало постановление, по которому Сербская православная церковь переставала действовать в Независимой Хорватии. 9 мая был арестован сербский митрополит загребской епархии Доситей (Васич). 2 июня последовало распоряжение о ликвидации всех сербских православных народных школ и детских садов.

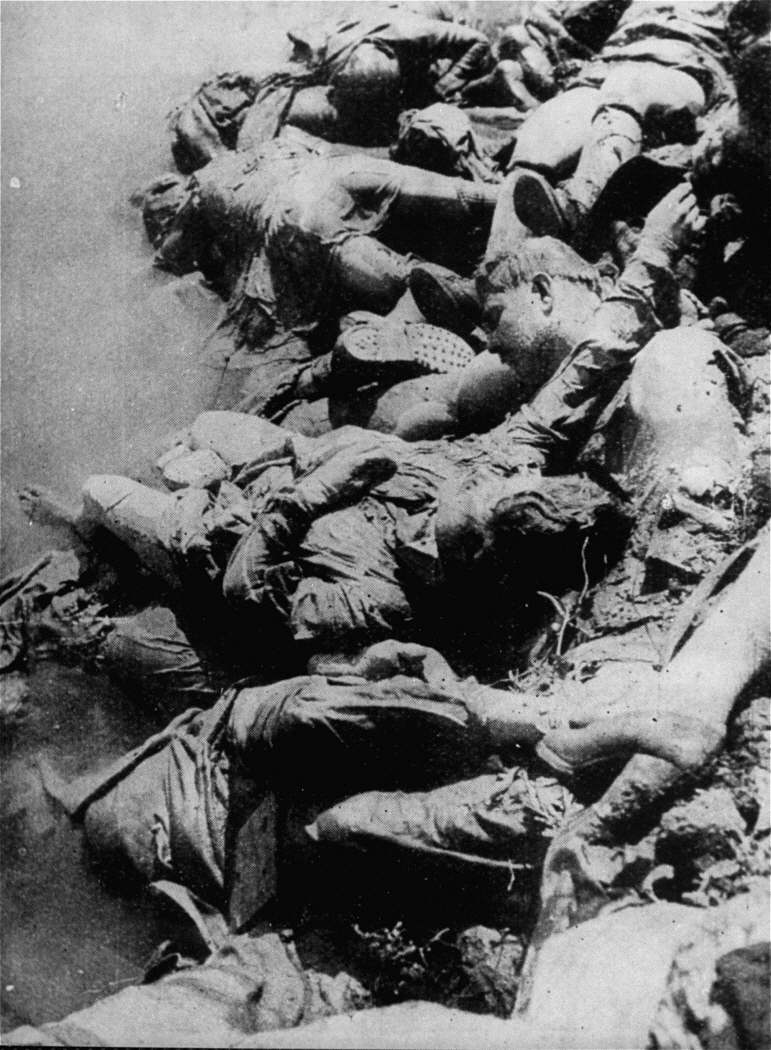
Жертвы концлагеря Ясеновац

В своей речи в Госпиче 22 июня 1941 года один из лидеров усташей Миле Будак сформулировал программу действий по отношению к сербам, которая 26 июня была опубликована газетой «Hrvatski List»:
Одну часть сербов мы уничтожим, другую выселим, остальных переведём в католическую веру и превратим в хорватов. Таким образом скоро затеряются их следы, а то, что останется, будет лишь дурным воспоминанием о них. Для сербов, цыган и евреев у нас найдётся три миллиона пуль
Усташи проводили дифференцированную политику по отношению к народам, объявленным врагами. Разница в отношении к сербам и евреям заключалась в стремлении уничтожить евреев полностью, а сербов треть уничтожить, треть окатоличить, треть изгнать в Сербию. Таким образом, усташи планировали сделать своё государство полностью мононациональным. Итальянский историк Марк Ривели писал, что для усташей еврейский вопрос не был основной «расовой проблемой». По его мнению, уничтожение евреев Павелич предпринимал, «чтобы угодить мощнейшему нацистскому союзнику».
Значительная часть жертв геноцида погибла или пострадала в многочисленных концлагерях, созданных хорватскими усташами. Сразу после провозглашения нового государства усташи начали создавать лагеря двух типов: депортационные и концентрационные. В первые людей отправляли для последующей депортации в Сербию и т. д. Такие лагеря находились в Цапраге близ Сисака, Бьеловаре и Славонска-Пожеге. Вторые стали местом массовых убийств и символом террора со стороны усташей.
В апреле-мае 1941 года в НГХ начали создаваться первые концлагеря. Они были узаконены 23 ноября того же года под названием «Лагеря интернирования и работ» специальным постановлением Павелича и Артуковича. Лагеря были разбросаны по всем территориям, которые контролировали усташи. Из них только 2 просуществовали до конца войны — в Ясеноваце и Стара-Градишке. Управление ими возлагалось на «Усташскую службу надзора». Первым управляющим лагерями стал Мийо Бабич, но в июне 1941 года он был убит сербскими партизанами. Его заменил новый усташский функционер Векослав Лубурич, остававшийся на своей должности до конца войны.
Во время геноцида сербов печально прославился так называемый «сербосек» — специальный нож, которым усташи убивали своих жертв. Известным эпизодом его применения была массовая резня в Ясеноваце. 24 августа 1942 среди надсмотрщиков лагеря прошли соревнования по убийствам заключенных. На них победил Петар Брзица, член католической организации «Крижари», который «сербосеком» перерезал горло за один день 1360 заключённым. За это из рук капеллана лагеря он получил золотые часы, от администрации лагеря — серебряный сервиз, а от своих сослуживцев — печёного поросёнка и вино.
Кроме концентрационных лагерей усташами также были созданы несколько лагерей для сербских детей в Ястребарске, Сисаке и др.
Точное число жертв неизвестно до сих пор. По разным оценкам, именно в результате геноцида погибло от 197 000 до 800 000 сербов. Около 240 000 сербов были насильно обращены в католичество, ещё 400 000 были вынуждены бежать в Сербию. Из 30 000 хорватских евреев, истреблённых в годы войны, 23 000 погибли в лагерях НГХ, ещё 7000 были депортированы и погибли в Освенциме. В числе погибших значатся и евреи, вывезенные с территории Сербии в лагеря НГХ. Число погибших цыган составило около 80 000 человек.

#### Отношения с католической церковью

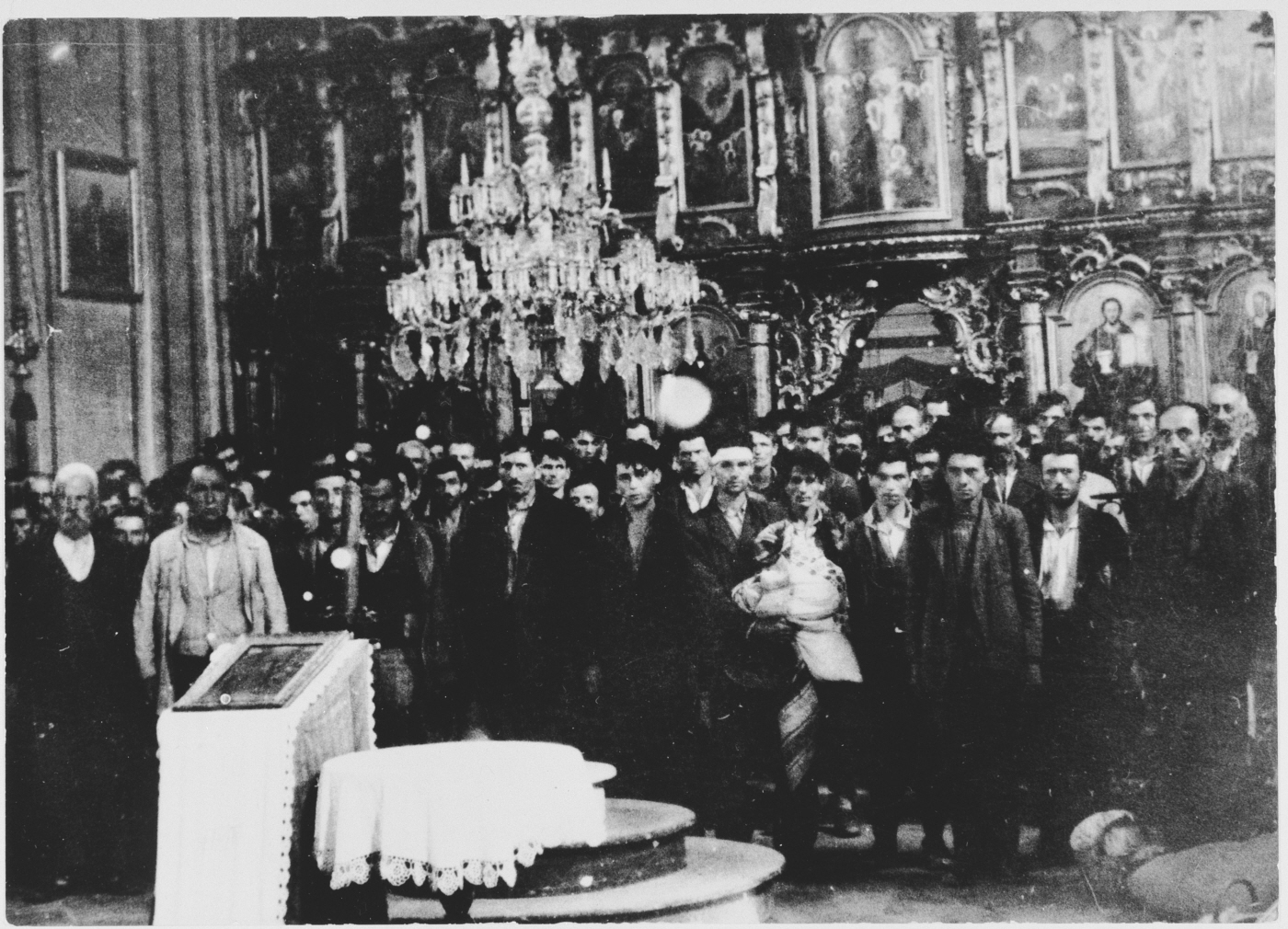
Обращение сербов в католицизм в церкви Глины, 1941 год

Роль католической церкви в НГХ и геноциде сербов оценивается по-разному: от обвинений в подстрекательствах и прямом участии в геноциде до утверждений о попытках католического духовенства спасти сербское население. В основном, полемика по этому вопросу сводится к обсуждению двух фигур — папы Пия XII и архиепископа Загреба Степинаца.
Архиепископ Степинац в начале существования НГХ безоговорочно поддерживал Павелича и его усташей. Оказать им поддержку он призвал как католическое духовенство, так и население страны. 26 июня 1941 Степинац лично заверил Павелича в «искреннем и лояльном сотрудничестве для лучшего будущего нашей родины». Сразу после провозглашения НГХ он начал настаивать на дипломатическом признании нового усташского государства со стороны Святого Престола и сделал многое для налаживания связей между Ватиканом и новым хорватским государством.

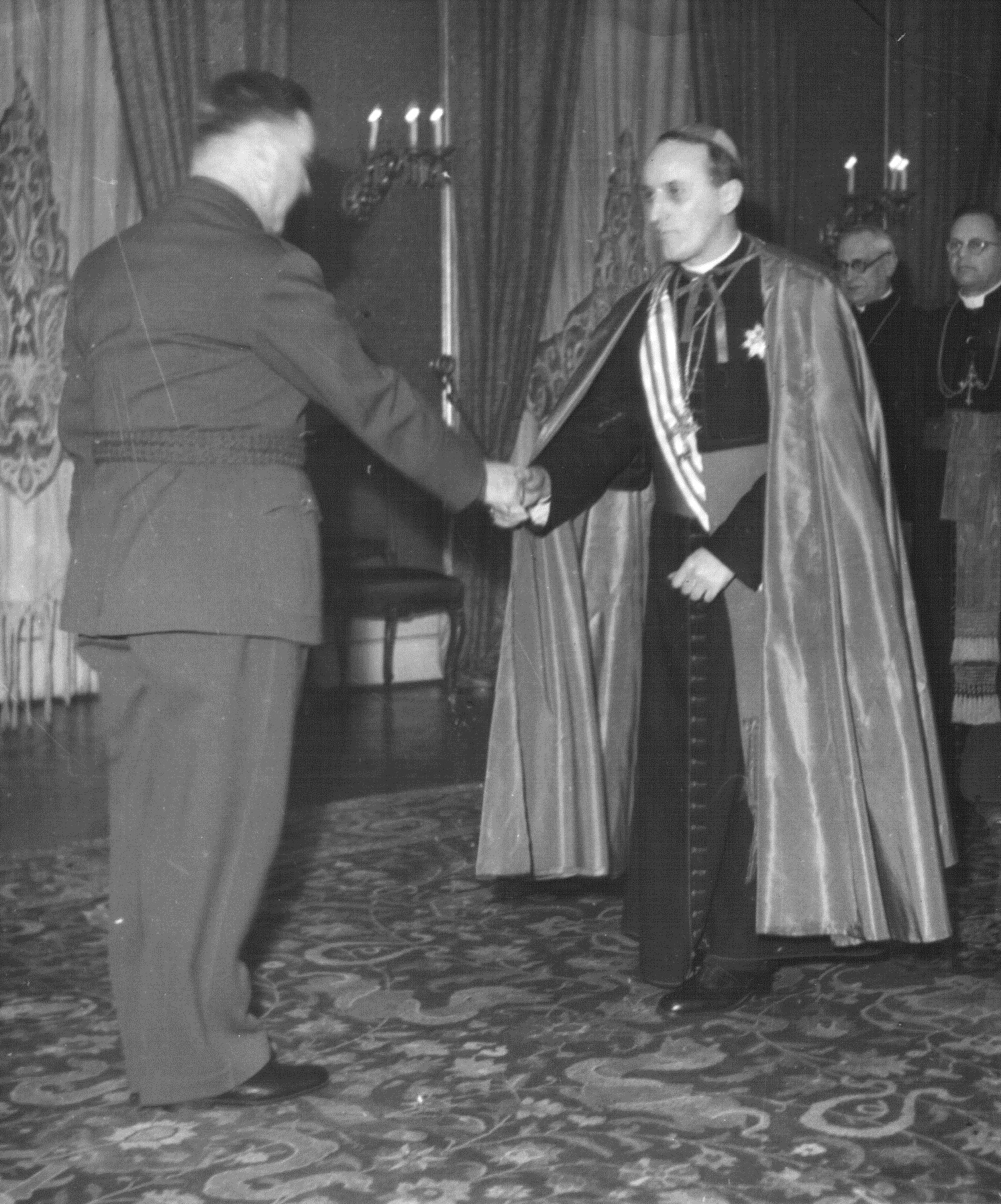
Павелич и Степинац

5 мая 1941 года Павелич и министр образования и культа Миле Будак приняли «Закон о религиозном обращении», принуждавший православных принимать католичество. Вслед за этим официальное периодическое издание курии Загреба «Katolicki List» выпустило сообщение Степинаца, который называл сербов «ренегатами католической церкви» и одобрял новый закон. Данное издание 31 июля того же года призывало ускорить процесс обращения сербов в католичество. В 1943 году Степинац писал в Ватикан, что в НГХ обращено в католичество 240 000 сербов.

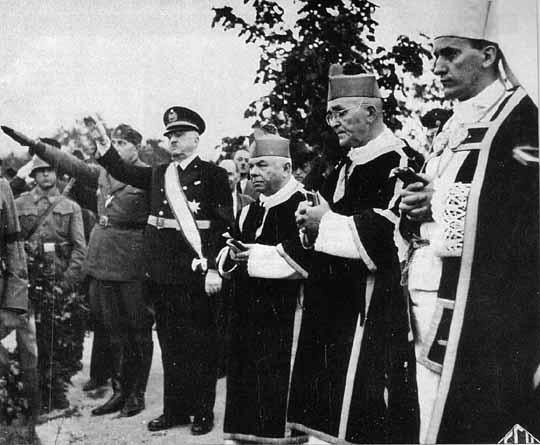
Архиепископ Степинац и усташи

Степинац также был апостольским викарием усташских вооружённых сил, то есть начальником всех капелланов. Военные формирования НГХ имели в своих рядах военных священников. Всего их было 150, они подчинялись военному папскому викарию, то есть архиепископу Степинацу. Некоторые из них лично принимали участие в уничтожении сербов. Другие ограничивались тем, что пытались оправдать эти убийства.
К осени 1941 года НГХ и Ватикан обменялись дипломатическими представителями. НГХ в Ватикане представлял Никола Русинович, а Ватикан в НГХ — аббат Марконе. При этом Русинович докладывал в Загреб, что в Ватикане его деятельность осложняет то, что местное духовенство разделилось на сторонников и противников усташей.
На протяжении войны папа Пий XII неоднократно получал сообщения о творимых в НГХ преступлениях против православного населения и об участии в них католических священников и монахов, однако отказался что-либо предпринять. Аналогичную позицию заняли Степинац и католический архиепископ Белграда Йосип Ужице, которым регулярно доставляли информацию об уничтожении сербов. Против террора усташей в Ватикане протестовал только кардинал Эжен Тиссеран. Никола Русинович писал, что в разговоре с ним о преступлениях усташского режима заместитель секретаря Ватикана Иоанн Баттиста Монтини отметил, что «Ватикан воспринимает отрицательные сведения о Хорватии с некоторым недоверием».

### Послевоенное время

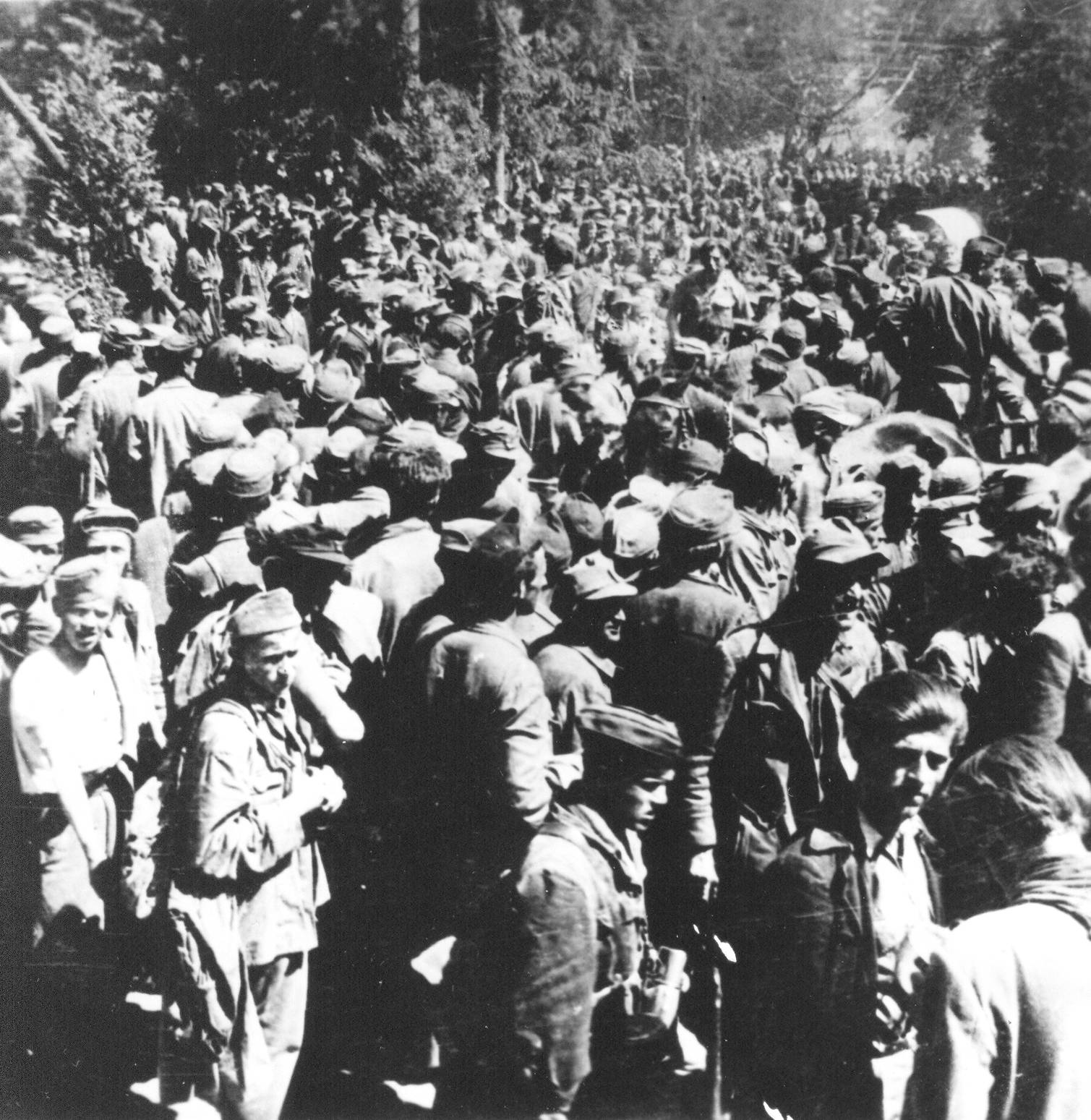
Пленные усташи возле Блайбурга. Май 1945.

После победы Антифашистской коалиции во Второй мировой войне в мае 1945 г. многие усташи бежали за границу. Непосредственно после окончания войны остатки усташей, части армии НГХ и враждующие с Тито сербские и словенские националистические отряды сдались англичанам на территории современной Австрии, но были выданы обратно югославским коммунистам, которые расстреляли большинство из них. Массовая казнь усташей в австрийском г. Блайбург получила в истории название Блайбургская бойня. Число убитых усташей и гражданских хорватов и босняков (включая женщин и детей) оценивается от 15 000 до 100 000 человек. Также было убито до 17 000 словенских домобранцев и сербских четников с членами их семей.
Бо́льшая часть руководства усташей, включая Павелича, довольно рано бежала из страны. По так называемой крысиной тропе, организованной католическими священниками — членами организации, несколько сотен усташей пробрались в Италию, откуда эмигрировали на кораблях в Аргентину, США, Канаду или Испанию. Сам Павелич в 1947 прибыл в Аргентину и прожил до конца 1950-х в Буэнос-Айресе, где служил советником по безопасности аргентинского диктатора Хуана Перона. Часть усташей осталась в Югославии, пытаясь при широкой поддержке ряда католических священников организовать повстанческую деятельность. Однако они были арестованы либо уничтожены югославской армией и милицией.
10 апреля 1957 года, когда хорватская диаспора в Буэнос-Айресе отмечала годовщину провозглашения НГХ, двое бывших четников подстерегли прибывшего на праздник на омнибусе Анте Павелича, и открыли по нему огонь. Лидер «Усташей» был поражен двумя пулями в руку и в плечо. После покушения Павелич с помощью бывших усташей перебрался с семьей в Испанию. 27 ноября 1957 года он прибыл в Мадрид, где вел скромную частную жизнь. Здоровье экс-поглавника, подорванное ранением и сахарным диабетом, быстро ухудшалось. 28 декабря Павелич умер.
Из кругов эмигрантов-усташей сформировались террористические подпольные группировки. Усташи создали свои центры в Германии, США, Канаде, Австралии и Аргентине. Под непосредственным руководством Павелича было создано «Хорватское освободительное движение». К активной террористической деятельности оно приступило только в 1967 году. Его члены планировали и осуществляли покушения на югославских политиков, чиновников и других граждан, а также на своих бывших членов, покинувших движение. Наиболее известными акциями Хорватского освободительного движения были убийство югославского посла Владимира Роловича в Стокгольме (1971), похищение пассажирского самолёта компании SAS и взрыв на борту самолёта югославской авиакомпании JAT над Чехословакией (1972). Всего с 1967 и до середины 1970-х гг. данная организация провела несколько десятков атак на югославских граждан в Америке и Европе.

## Идеология

### Теории о происхождении хорватов
Идеи об этническом происхождении хорватского народа и его самобытности занимали главное место в идеологии усташей. Именно тезис о хорватах как о самостоятельном этносе был первым в «Принципах хорватского усташского движения» — главном усташском программном документе. Эти идеи были направлены против концепции интегративного югославизма, они подчёркивали отказ от признания хорватов частью южнославянской общности и от признания ими Югославии в качестве своего национального государства.
Павелич называл сохранение хорватской нации первой задачей усташей. Он утверждал, что в широких слоях хорватского населения не было общеславянского самосознания, которое могло бы быть противопоставлено хорватскому самосознанию, а сами хорваты не ощущали принадлежности к славянству и им претили идеи объединения славян, которые озвучивались в Москве, Праге и Белграде. Кроме югославизма критике усташей подверглись также взгляды лидеров иллиризма.
Попытки усташей обосновать самобытность хорватов привели их к поддержке теорий о неславянском происхождении хорватского народа. Одной из них была готская теория, сформулированная в начале XX века австрийским социологом Л. Гумпловичем, согласно которой хорваты были не славянами, а потомками славянизированных готов, осевших на Балканах после падения Западной Римской империи. Сторонники этой теории считали, что «слабые и покорные славяне» не могли создать средневековую Хорватию, поэтому её основали готы, бывшие привилегированным классом в Хорватии. Поэтому «воинственный и государственный хорватский народ» мог быть потомком только готов. Эту теорию усташи неоднократно использовали в переписке с верхушкой Третьего рейха, пытаясь доказать, что «хорваты не славяне, а немцы по крови и расе».

### Вопрос боснийских мусульман

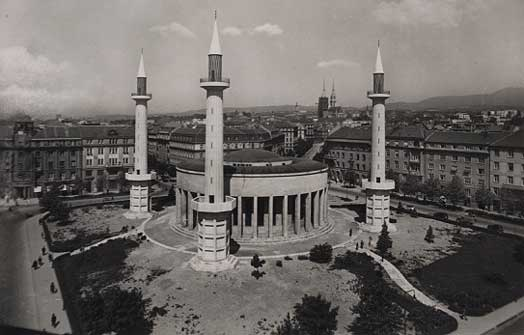
Павильон Мештровича в Загребе в 1941 году был перестроен в мечеть

Живущих в Боснии и Герцеговине славян-мусульман (босняков) усташи объявили частью хорватского народа. Миле Будак писал: «…боснийские мусульмане — в расовом отношении наичистейшие, наименее испорченные хорваты». Схожую точку зрения озвучил Павелич, заявив: «Кровь наших мусульман — это хорватская кровь». Эти тезисы широко распространяла пресса НГХ. Культуру босняков она считала только формально относящейся к исламу и подчёркивала её хорватский характер. При этом в публикациях хорватских газет говорилось, что приняв ислам, босняки, тем не менее, «отгородились от своих братьев с Востока».
Приравнивая босняков к хорватам, усташи преследовали несколько целей. Они делали бошняков своими союзниками, подкрепляли свои права на Боснию и Герцеговину, а также наносили удар по позициям мусульманских автономистов. Однако реальность мусульманско-хорватских отношений оказалась далёкой от декларируемых усташами идеалов. Верхушка НГХ на государственные должности в Боснии и Герцеговине предпочитала назначать хорватов, а не местных босняков. В католической прессе НГХ Хорватия именовалась исключительно католическим государством, а босняков называли безбожниками и язычниками. Кроме того, недовольство боснийских мусульман вызывало привилегированное положение католической церкви, а также невыполнение властями НГХ ряда данных обещаний. Все это привело к тому, что в ноябре 1942 года несколько боснякских политиков написали обращение к Гитлеру, где просили его создать на территории Боснии особое административно-политическое образование, которое бы находилось под протекторатом Третьего рейха.

### Антисемитизм

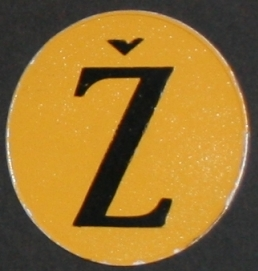
Знак, который должны были носить евреи в НГХ

В начале существования усташского движения антисемитизм не был значительной частью его идеологии. Его придерживались только некоторые усташи, как, например, Миле Будак. Откровенная ненависть к евреям стала декларироваться только с середины 1930-х гг., когда Павелич сделал ставку на союз с Третьим рейхом.
В адресованном Гитлеру произведении «Хорватский вопрос» Павелич поставил евреев в один список с Югославией, масонами и коммунистами и назвал их злейшими врагами «хорватского освободительного движения». В обращении к хорватскому народу, сделанному с территории Италии, Павелич обвинял евреев в грабежах хорватов на протяжении столетий и том, что они торгуют святынями хорватского народа.
После прихода к власти усташи фактически скопировали расовые законы нацистской Германии и в апреле—июне 1941 года приняли их в НГХ. «Неарийцы» лишались политических прав, им запрещалось проживать в Загребе, а также принимать участие в культурной жизни НГХ — заниматься литературной деятельностью, издавать книги, сниматься в кино и т. д. Была также узаконена национализация собственности евреев на территориях, которые попали под власть усташей.

### Вопрос хорватского языка
Язык усташи считали фактором, определяющим национальную принадлежность. Они считали, что хорватский язык в Югославии уничтожается и «сербизируется», поэтому одним из главных вопросов своей программы они видели «возвращение к истокам хорватского языка». После оккупации страны и создания НГХ 28 апреля 1941 года был создан Хорватский государственный комитет по языку, который занялся вопросом языковой реформы.
14 августа 1941 года Павелич подписал «Закон о хорватском языке, его чистоте и правописании». Кроме указаний на самобытность хорватов и хорватского языка, закон запрещал использование слов, «которые не отвечают духу хорватского языка», а также заимствований из других языков. Авторы закона считали штокавский диалект сербскохорватского языка исключительно хорватским. Также был разработан словарь, который вводил новые слова вместо «сербизмов». Например, прежнее слово «film» было заменено на «slikopis», «oficir» поменялось на «časnik» и т.д.
По мнению Сергея Белякова, основной целью языковой реформы усташей были поиск и подчёркивание лингвистических различий с сербским языком, чтобы в очередной раз указать на национальную самобытность хорватов.

### Хорватское мессианство
В идеологии усташей особое место занимали взгляды на «хорватскую миссию» — борьбу Хорватии с «Востоком» в интересах европейской цивилизации. Автором этих идей стал Милан Шуффлай, в 1920-е гг. публиковавший работы по хорватской истории и идентичности. Он заявил, что «хорватский национализм должен быть крепостной стеной западной цивилизации». Развивавшие его взгляды усташи по другую сторону «стены» видели сербов, принадлежащих к «византизму». Границей столкновения «Запада» и «Востока» они считали реку Дрину. Идеологи усташского движения, в том числе Миле Будак, заявляли, что хорваты стали тем «пограничным столбом», о который разбился «натиск восточной церкви». По их мнению, это сыграло судьбоносную роль в истории Европы, так как «остановило проникновение Византии в Европу». Младен Лоркович заявлял, что предназначение Хорватии — противостоять сербам, которые, как он считал, олицетворяли ненавистный хорватам «Восток».
Утверждения усташей о борьбе хорватов с «Востоком» противоречили их взглядам на боснийских мусульман, которых они причисляли к хорватской нации. Для разрешения этого противоречия Павелич выдвинул теорию, что боснийские мусульмане являются передаточным звеном, которое связывает европейскую цивилизацию с исламской.
Когда НГХ присоединилось к Антикоминтерновскому пакту и отправило добровольческие формирования в вермахт и СС, мессианская теория была дополнена. Усташские функционеры в СМИ и книгах рассуждали о той роли, которую Хорватия сыграет в Европе после победы Третьего рейха. Д. Црлен писал: «Хорватское государство — пробный камень для определения крепости нового порядка». Другой усташский публицист Ю. Маканец утверждал, что место Хорватии в «новой Европе» и союз с Германией и Италией были предопределены историей, в то время как на сербов он навесил клише жидобольшевиков.

## Вопрос усташей в годы распада Югославии

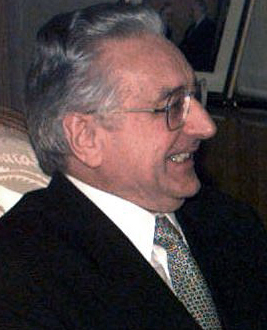
Франьо Туджман

Вопрос деятельности усташей вновь привлек к себе внимание в годы распада Югославии. В 1991 году президент Хорватии Франьо Туджман позволил вернуться в Хорватию находившимся в эмиграции усташам. Также он первым среди хорватских политиков начал рассуждать о роли НГХ как хорватского национального государства. В одном из своих выступлений Туджман заявил, что Хорватия времён Второй мировой войны не только была нацистским образованием, но и выражала тысячелетние стремления хорватского народа.
Историк Института славяноведения РАН Владимир Фрейдзон так оценивал политику Туджмана и реакцию на неё:
О политике геноцида в Хорватии в 1990-х годах не могло быть речи. Туджман — националист, но не фашист, и ориентировался он на либеральные Германию и США, зависел от них во многих отношениях. Милошевич спекулировал на естественной тревоге простых людей, на мрачных воспоминаниях сербского населения Хорватии и Боснии.
В то же время Фрейдзон писал, что в Хорватии в начале 1990-х «началась кампания реабилитации Независимого государства Хорватия, эту кампанию поддерживала и ХДС. В Хорватию из-за границы хлынул поток идейных потомков усташей».
Некоторые исследователи отмечали, что политика хорватских властей в период распада СФРЮ у живущих в Хорватии сербов ассоциировалась с политикой усташей в 1941—1945 гг. Американский исследователь Крейг Нейшн в своей монографии «Война на Балканах 1991—2002» отмечал, что национализм хорватского правительства спровоцировал сербов на ответную реакцию, и они приступили к объединению муниципалитетов. Их в этом поддержали сербские республиканские власти. Хотя сербы в Краине использовали тот же диалект сербскохорватского языка, что и хорваты, а их образ жизни ничем не отличался от хорватского, они были православными христианами и хорошо помнили ту резню, которую устроили усташи в годы Второй мировой войны. Известный хорватский военный историк Давор Марьян хотя и подтвердил тезис, что приход ХДС к власти вызвал у значительной части сербов опасения возрождения идей усташей, тем не менее отмечал, что несмотря на острую политическую риторику ХДС у краинских сербов не было причин браться за оружие. По его словам, часть сербов в Хорватии противилась хорватскому государству как таковому. Схожую точку зрения озвучил хорватский историк Никица Барич.
С момента провозглашения независимости Хорватии в начале 1990-х годов некоторые националистические политические группы пытались продолжить традиции усташей. Историк Института славяноведения РАН и сенатор Республики Сербской Елена Гуськова так описывала ситуацию в Хорватии в 1990—1991 гг.:
В республике фактически были реабилитированы усташские традиции: символика новой Хорватии повторяла символику фашистской НГХ, было сформировано общество «Хорватские домобраны» (так называлось регулярное войско в период НГХ), реабилитированы некоторые военные преступники времен Второй мировой войны, осквернялись памятники жертвам фашизма, могилы партизан. Появились кафе и рестораны с названием «У», что означало «усташа», во многих казармах и общественных местах были вывешены портреты А. Павелича

Нашивка Хорватских оборонительных сил с усташским девизом

В частности, в 10 населённых пунктах ряд улиц был переименован в честь одного из лидеров усташей Миле Будака. Иво Ройница, глава усташей Дубровника в 1941—1945 гг., обвинявшийся в изгнании сербов, евреев и цыган и после Второй мировой войны живший в Аргентине, был назначен Туджманом на пост своего уполномоченного представителя в Буэнос-Айресе. Произошло массовое уничтожение памятников антифашистам, в частности, были уничтожены «Памятник победы народов Славонии», памятник «Беловарец», памятник жертвам концлагеря Ядовно и др. Всего в период с 1991 по 2000 гг. зафиксировано 2964 разрушенных до основания или осквернённых мемориала. После прихода Туджмана к власти начались выплаты пенсий бывшим усташам и ветеранам вооружённых формирований НГХ.
Среди хорватских партий открыто симпатии движению усташей выказывала Хорватская партия права во главе с Доброславом Парагой. Политический секретарь ХПП Иван Габелица подчеркивал:
Из преследований, крови и слёз хорватов поднялся Анте Павелич. Так и сегодня против сербов надо употребить средства, которые Павелич проповедовал и с помощью которых привёл к созданию НГХ
Глава Венского центра по расследованию нацистских преступлений Симон Визенталь в интервью миланской газете Corriere della Sera в 1993 году отмечал, что в Хорватии возрождается фашизм. По его словам, первыми беженцами югославского кризиса были 40 000 сербов из Хорватии. Также в ней произошли первые инциденты с поджогом православной церкви и синагоги, осквернением еврейского кладбища.
По мнению историка Владимира Корнилова, отношение к усташам в хорватских правящих кругах изменилось в 2003 году, когда премьер-министром стал Иво Санадер. Некоторым улицам и площадям, переименованным в честь усташей, вернули прежние названия. Кроме того, правительство Санадера запретило публичное восхваление усташей. В мае 2003 года президент Стипе Месич заявил: «Любая реабилитация идей усташей и фашизма не может и не должна быть возможна! Нельзя реабилитировать тех, кто убивал невинных людей».

### На сербохорватском языке
- Аврамов, Смиља. Геноцид у Југославији у светлости мећународног права. — Београд: Политика, 1992. — 528 с. — ISBN 86-7067-066-0.
- Vodinelić, Vladimir. Kriminalistički, krivičnoprocesni i međunarodnojavnopravni parametri iz sudskih procesa neoustaškim teroristima u inostranstvu // Savremeni oblici terorizma: Naučno savetovanje. — Beograd : Savez udruženja pravnika Jugoslavije, 1980. — P. 115—139.
- Лукајић, Лазар. Фратри и усташе кољу. — Београд: Фонд за истраживање геноцида, 2005. — 672 с.
- Мирковић, Јован. Злочини над Србима у Независној Држави Хрватској – фотомонографија / Crimes against Serbs in the Independent State of Croatia – photomonograph (макед.). — Свет књиге, Београд, 2014. — ISBN 978-86-7396-465-2.
- Popović Jovo. Suđenje Artukoviću i što nije rećeno. — Zagreb: Stvarnost Jugoart, 1986. — 199 с.
- Ломовић, Бошко. Књига о Дијани Будисављевић (серб.). — Београд: Свет књиге, 2013. — ISBN 978-86-7396-445-4.
- Viktor Novak. Magnim Crimen. Pola vijeka klerikalizma u Hrvatskoj. — Beograd: Beogradski izdavacko-graficki zavod, 1986. — 1119 с.
- Radelić Zdenko, Marijan Davor, Barić Nikica, Bing Albert, Živić Dražen. Stvaranje hrvatske države i Domovinski rat. — Zagreb: Školska knjiga i Institut za povijest, 2006. — ISBN 953-0-60833-0.

### На русском языке
- Беляков, Сергей. Усташи: между фашизмом и этническим национализмом. — Екатеринбург: Гуманитарный университет, 2009. — 320 с. — ISBN 5774101153.
- Гуськова Е.Ю. История югославского кризиса (1990-2000). — М.: Русское право/Русский Национальный Фонд, 2001. — 720 с. — ISBN 5941910037.
- Дробязко С., Романько О, Семенов К. Иностранные формирования Третьего рейха. — М.: АСТ, 2011. — 832 с. — ISBN 978-5-17-070068-4.
- Косик В.И. Хорватская Православная Церковь (от организации до ликвидации) (1942 - 1945). — Москва: Институт славяноведения РАН, 2012. — 192 с.
- Руднева И.В. Сербский народ в Хорватии — национальное меньшинство ? // Национальные меньшинства в странах Центральной и Юго-Восточной Европы: исторический опыт и современное состояние / Е. П. Серапионова. — М.: Институт славяноведения РАН, 2014. — 552 с. — ISBN 978-5-7576-0317-9.
- Ривели М.А. Архиепископ геноцида. Монсеньор Степинац, Ватикан и усташская диктатура в Хорватии 1941-1945. — Москва, 2011. — 224 с. — ISBN 978-5-91399-020-4.
- Стругар В. Югославия в огне войны 1941—1945. — Москва: Наука, 1985. — 343 с.
- Судоплатов П. А. Спецоперации. Лубянка и Кремль 1930 — 1950 годы. — М.: Олма-Пресс, 1998. — 688 с. — (Досье). — ISBN 5873227268.
- Тесемников В.А. Народы Югославии в годы национально-освободительной борьбы и социальной революции. 1941—1945 гг. // История южных и западных славян / Матвеев Г.Ф., Ненашева З.С.. — Москва: Издательство Московского университета, 2008. — Т. 2. — 368 с. — ISBN 978-5-211-05390-8.
- Фрейдзон, В. И. История Хорватии. Краткий очерк с древнейших времён до образования республики (1991 г.). — Санкт-Петербург: Алетейя, 2001. — 318 с. — (Славянская библиотека. Bibliotheca slavica). — 1000 экз. — ISBN 5-89329-384-3.
- Югославия в XX веке: очерки политической истории / К. В. Никифоров (отв. ред.), А. И. Филимонова, А. Л. Шемякин и др. — М.: Индрик, 2011. — 888 с. — ISBN 9785916741216.

### На английском языке
- Tomasevich, Jozo. War and Revolution in Yugoslavia, 1941–1945: Occupation and Collaboration (англ.). — San Francisco, California: Stanford University Press, 2001. — ISBN 0-8047-3615-4.
- Marko Attila Hoare. Genocide and Resistance in Hitler's Bosnia: The Partisans and the Chetniks, 1941–1943. — New York: Oxford University Press, 2006. — ISBN 978-0-19-726380-8.
- Marko Attila Hoare. Bosnian Muslims in the Second World War. — Oxford: Oxford University Press, 2013. — ISBN 978-0-231-70394-9.